# Астрофилит
Астрофилитът е необичаен и рядък скъпоценен камък. Представлява воден калиево железен титанов силикатен минерал с кафяв, златистокафяв до червенокафяв цвят и звездно образувание. Той е член на семейството на астрофилитите. Те са тежки, меки и крехки. Името му идва от гръцките думи астрон, която означава „звезда“ и филон, означаваща "лист“. Поради ограниченото му разпространение в природата, той е изключително скъп и затова рядко се използва като декоративен. За пръв път е открит през 1854 г. в Норвегия.
Понякога се използва в бижутерията, където се изработва в кабошони. Намира се в кухини и пукнатини в необичайни изветрели скали и се свързва с фелдшпат, слюда, титанит, циркон, нефелин и егирин. Обикновените примеси включват магнезий, алуминий, калций, цирконий, ниобий и тантал.
Най-големите му залежи са само на 3 места в света: Гренландия, Норвегия и Колския полуостров в Русия. По-късно е открит и се добива и в други части на света като Квебек (Канада), Колорадо (САЩ) и Испания, но в изключително ограничени количества.